# Dekanat Sterdyń
Dekanat Sterdyń – jeden z 11 dekanatów w rzymskokatolickiej diecezji drohiczyńskiej.

## Parafie
W skład dekanatu wchodzi 8 parafii:
- parafia Niepokalanego Poczęcia NMP – Ceranów
- parafia Trójcy Przenajświętszej – Grodzisk
- parafia Narodzenia NMP – Kosów Lacki
- parafia Wniebowzięcia NMP i św. Katarzyny – Łazówek
- parafia Podwyższenia Krzyża Świętego – Seroczyn Sterdyński
- parafia św. Wojciecha – Skibniew-Podawce
- parafia św. Anny – Sterdyń
- parafia Najświętszego Zbawiciela – Zembrów

## Sąsiednie dekanaty
Ciechanowiec, Czyżew (diec. łomżyńska), Łochów, Sokołów Podlaski, Węgrów